# Schwimmeuropameisterschaften 1934
| Medaillenspiegel (Endstand nach 16 Entscheidungen) | Medaillenspiegel (Endstand nach 16 Entscheidungen) | Medaillenspiegel (Endstand nach 16 Entscheidungen) | Medaillenspiegel (Endstand nach 16 Entscheidungen) | Medaillenspiegel (Endstand nach 16 Entscheidungen) | Medaillenspiegel (Endstand nach 16 Entscheidungen) |
| Platz                                              | Land                                               | G                                                  | S                                                  | B                                                  | Gesamt                                             |
| -------------------------------------------------- | -------------------------------------------------- | -------------------------------------------------- | -------------------------------------------------- | -------------------------------------------------- | -------------------------------------------------- |
| 1                                                  | Deutsches Reich                                    | 6                                                  | 9                                                  | 4                                                  | 19                                                 |
| 2                                                  | Niederlande                                        | 4                                                  | 2                                                  | 1                                                  | 7                                                  |
| 3                                                  | Ungarn                                             | 3                                                  | –                                                  | –                                                  | 3                                                  |
| 4                                                  | Frankreich                                         | 2                                                  | –                                                  | –                                                  | 2                                                  |
| 5                                                  | Vereinigtes Königreich                             | 1                                                  | 1                                                  | 2                                                  | 4                                                  |
| 6                                                  | Königreich Italien                                 | –                                                  | 2                                                  | 2                                                  | 4                                                  |
| 7                                                  | Tschechoslowakei                                   | –                                                  | 1                                                  | 1                                                  | 2                                                  |
| 8                                                  | Schweden                                           | –                                                  | 1                                                  | –                                                  | 1                                                  |
| 9                                                  | Dänemark                                           | –                                                  | –                                                  | 4                                                  | 4                                                  |
| 10                                                 | Schweiz                                            | –                                                  | –                                                  | 1                                                  | 1                                                  |
|                                                    | Belgien                                            | –                                                  | –                                                  | 1                                                  | 1                                                  |

Die 4. Schwimmeuropameisterschaften fanden vom 12. bis zum 19. August 1934 in Magdeburg statt. Die Organisation vor Ort lag in den Händen des Magdeburger Schwimm-Clubs von 1896. 17 Nationen hatten insgesamt mehr als 300 Athleten gemeldet und damit die Zahlen aus den ersten drei Weltmeisterschaften in Budapest, Bologna und Paris übertroffen. Der Fortschritt im Schwimmsport war zu spüren, denn mit keiner der Siegerzeiten von Paris 1931 hätte man in Magdeburg gewinnen können. Die Wettkämpfe fanden in der eigens errichteten, so genannten Europakampfbahn im Magdeburger Stadtteil Berliner Chaussee statt, die über ein 50-Meter-Becken und eine Sprunganlage mit 3-Meter-Brett und 10-Meter-Turm verfügte.

## Springen Männer

### 3-Meter-Brett
| Platz | Land             | Athlet           | Punkte |
| ----- | ---------------- | ---------------- | ------ |
| 1     | Deutsches Reich  | Leo Esser        | 138,75 |
| 2     | Deutsches Reich  | Winfried Marauhn | 129,53 |
| 3     | Tschechoslowakei | Franz Leikert    | 129,28 |

Dienstag 14. August 1934 8:30 Uhr

### 10-Meter-Turm
| Platz | Land             | Athlet             | Punkte |
| ----- | ---------------- | ------------------ | ------ |
| 1     | Deutsches Reich  | Hermann Stork      | 98,99  |
| 2     | Tschechoslowakei | Franz Leikert      | 92,17  |
| 3     | Deutsches Reich  | Ewald Riebschläger | 90,72  |

## Springen Frauen

### 3-Meter-Brett
| Platz | Land            | Athlet             | Punkte |
| ----- | --------------- | ------------------ | ------ |
| 1     | Deutsches Reich | Olga Jensch-Jordan | 74,78  |
| 2     | Großbritannien  | Katinka Larsen     | 68,10  |
| 3     | Deutsches Reich | Anneliese Kapp     | 65,56  |

Donnerstag, 16. August 9:30 Uhr

### 10-Meter-Turm
| Platz | Land            | Athlet            | Punkte |
| ----- | --------------- | ----------------- | ------ |
| 1     | Deutsches Reich | Hertha Schieche   | 35,43  |
| 2     | Schweden        | Ingeborg Sjöqvist | 31,54  |
| 3     | Dänemark        | Inger Kragh       | 31,39  |

Freitag, 18. August 1934 10:00 Uhr

## Schwimmen Männer

### 100 Meter Freistil
| Platz | Land            | Athlet         | Finalzeit |
| ----- | --------------- | -------------- | --------- |
| 1     | Ungarn          | Ferenc Csik    | 0:59,7    |
| 2     | Deutsches Reich | Helmut Fischer | 0:59,8    |
| 3     | Deutsches Reich | Otto Wille     | 1:01,2    |

Montag, 13. August 1934 17:00 Uhr

### 400 Meter Freistil
| Platz | Land               | Athlet          | Finalzeit |
| ----- | ------------------ | --------------- | --------- |
| 1     | Frankreich         | Jean Taris      | 4:55,5    |
| 2     | Königreich Italien | Paolo Costoli   | 5:07,5    |
| 3     | Königreich Italien | Giacomo Signori | 5:11,9    |

Donnerstag, 16. August 1934 17:00 Uhr

### 1500 Meter Freistil
| Platz | Land               | Athlet            | Finalzeit |
| ----- | ------------------ | ----------------- | --------- |
| 1     | Frankreich         | Jean Taris        | 20:01,5   |
| 2     | Königreich Italien | Paolo Costoli     | 21:01,1   |
| 3     | Großbritannien     | Norman Wainwright | 21:10,0   |

### 100 Meter Rücken
| Platz | Land            | Athlet         | Finalzeit |
| ----- | --------------- | -------------- | --------- |
| 1     | Großbritannien  | John Besford   | 1:11,7    |
| 2     | Deutsches Reich | Ernst Küppers  | 1:12,2    |
| 3     | Schweiz         | Edgar Siegrist | 1:12,6    |

Sonnabend, 18. August 1934 16:50 Uhr

### 200 Meter Brust
| Platz | Land            | Athlet         | Finalzeit |
| ----- | --------------- | -------------- | --------- |
| 1     | Deutsches Reich | Erwin Sietas   | 2:49,0    |
| 2     | Deutsches Reich | Hans Schwarz   | 2:49,4    |
| 3     | Dänemark        | Hans Malmstrøm | 2:49,8    |

### 4 × 200 Meter Freistil
| Platz | Land               | Athleten                                                       | Finalzeit |
| ----- | ------------------ | -------------------------------------------------------------- | --------- |
| 1     | Ungarn             | Ödön Gróf, Andras Marothy, Ferenc Csik, Árpád Lengyel          | 9:30,2    |
| 2     | Deutsches Reich    | Heiko Schwartz, Wolfgang Leisewitz, Otto Lenkitsch, Otto Wille | 9:31,2    |
| 3     | Königreich Italien | Massimo Costa, Guido Giunta, Paolo Costoli, Giacomo Signori    | 9:44,1    |

Mittwoch, 15. August 1934 17:00 Uhr

## Schwimmen Frauen

### 100 Meter Freistil
| Platz | Land            | Athletin        | Finalzeit |
| ----- | --------------- | --------------- | --------- |
| 1     | Niederlande     | Willy den Ouden | 1:07,1    |
| 2     | Niederlande     | Rie Mastenbroek | 1:08,1    |
| 3     | Deutsches Reich | Gisela Arendt   | 1:10,3    |

Dienstag, 14. August 1934 16:00 Uhr

### 400 Meter Freistil
| Platz | Land        | Athletin        | Finalzeit |
| ----- | ----------- | --------------- | --------- |
| 1     | Niederlande | Rie Mastenbroek | 5:27,4    |
| 2     | Niederlande | Willy den Ouden | 5:27,4    |
| 3     | Dänemark    | Lilli Andersen  | 5:45,1    |

### 100 Meter Rücken
| Platz | Land            | Athletin        | Finalzeit |
| ----- | --------------- | --------------- | --------- |
| 1     | Niederlande     | Rie Mastenbroek | 1:20,3    |
| 2     | Deutsches Reich | Gisela Arendt   | 1:20,4    |
| 3     | Niederlande     | Maria Oversloot | 1:22,2    |

Freitag, 17. August 1934 18:00 Uhr

### 200 Meter Brust
| Platz | Land            | Athletin        | Finalzeit |
| ----- | --------------- | --------------- | --------- |
| 1     | Deutsches Reich | Martha Genenger | 3:09,1    |
| 2     | Deutsches Reich | Hanni Hölzner   | 3:09,3    |
| 3     | Dänemark        | Inger Kragh     | 3:13,2    |

Mittwoch, 15. August 1934 17:30 Uhr

### 4 × 100 Meter Freistil
| Platz | Land            | Athletin                                                           | Finalzeit |
| ----- | --------------- | ------------------------------------------------------------------ | --------- |
| 1     | Niederlande     | Johanna Selbach, Anna Timmermans, Rie Mastenbroek, Willy den Ouden | 4:41,5    |
| 2     | Deutsches Reich | Ruth Halbsguth, Ingrid Ohliger, Hilde Salbert, Gisela Arendt       | 4:50,4    |
| 3     | Großbritannien  | Olive Bartle, Margery Hinton, Edna Hughes, Cecelia Wolstenholme    | 4:58,3    |

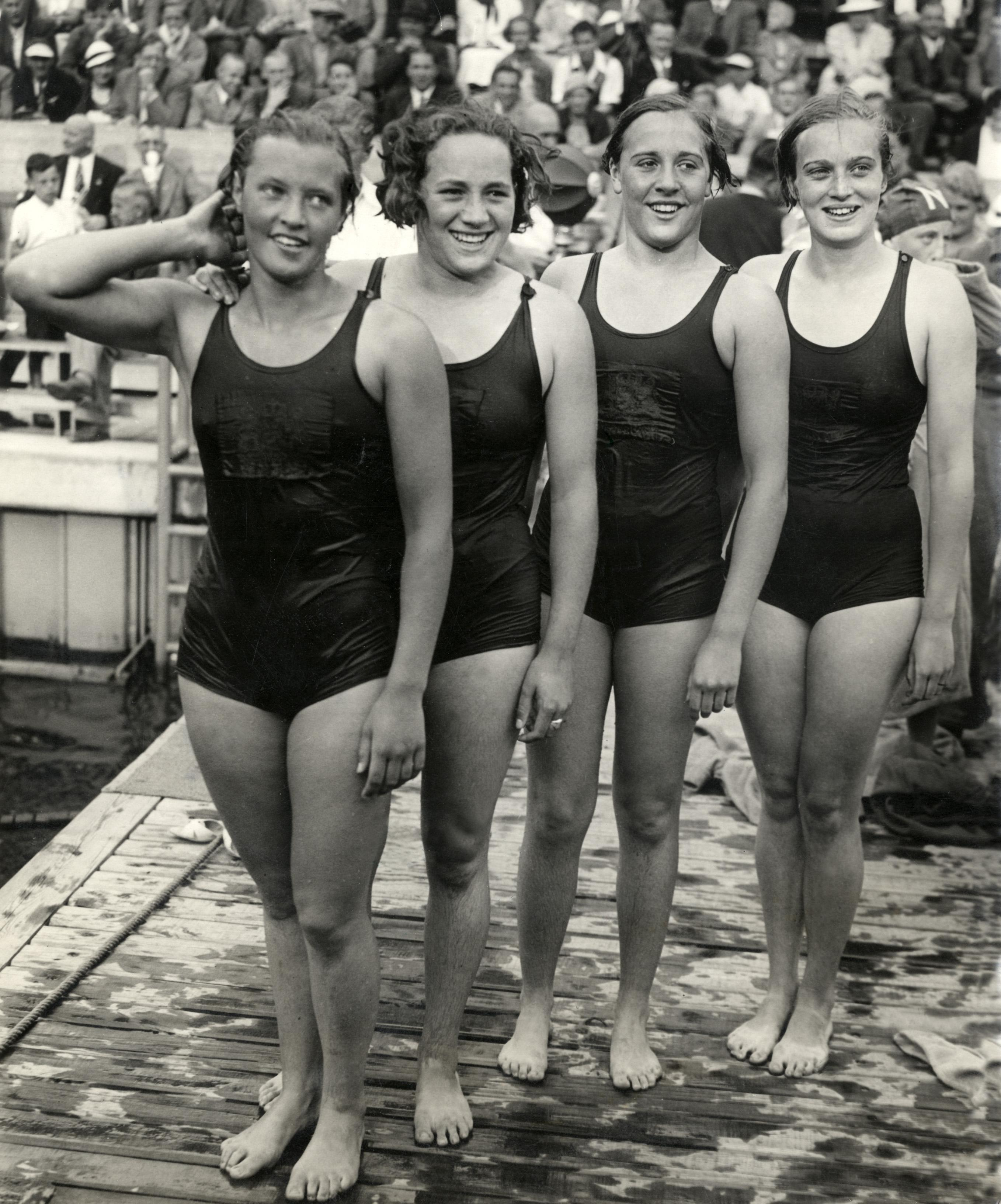
Die Siegerinnen von links nach rechts: Willy den Ouden, Rie Mastenbroek, Anna Timmermans, Jopie Selbach

Sonnabend, 18. August 1934 17:05 Uhr

## Wasserball Männer

### Vorrunde
Tabelle 1. Gruppe
| RF | Team        | Sp | Sg | Un | NL | Tore  | TD  | Pkte. |
| -- | ----------- | -- | -- | -- | -- | ----- | --- | ----- |
| 1  | Ungarn      | 4  | 4  | 0  | 0  | 22:3  | +9  | 8     |
| 2  | Belgien     | 4  | 2  | 0  | 2  | 11:10 | +1  | 4     |
| 3  | Frankreich  | 4  | 2  | 0  | 2  | 9:11  | −2  | 4     |
| 4  | Jugoslawien | 4  | 1  | 0  | 3  | 4:10  | −6  | 2     |
| 5  | Niederlande | 4  | 1  | 0  | 3  | 7:19  | −11 | 2     |

Tabelle 2. Gruppe
| RF | Team               | Sp | Sg | Un | NL | Tore  | TD  | Pkte. |
| -- | ------------------ | -- | -- | -- | -- | ----- | --- | ----- |
| 1  | Deutsches Reich    | 4  | 4  | 0  | 0  | 21:5  | +16 | 8     |
| 2  | Schweden           | 4  | 2  | 1  | 1  | 15:10 | +5  | 5     |
| 3  | Spanien            | 4  | 2  | 2  | 0  | 7:11  | −4  | 4     |
| 4  | Tschechoslowakei   | 4  | 1  | 3  | 0  | 8:14  | −6  | 2     |
| 5  | Königreich Italien | 4  | 0  | 3  | 1  | 4:15  | −11 | 1     |

| Platz | Land            | Finalzeit |
| ----- | --------------- | --------- |
| 1     | Ungarn          |           |
| 2     | Deutsches Reich |           |
| 3     | Belgien         |           |